# Charles Wegelius
Charles ("Charly") Wegelius (født 26. april 1978 i Espoo, Finland) er en engelsk tidligere cykelrytter.
Wegelius voksede op i Yorkshire og havde sin professionelle debut som stagiare for det uheldige Linda McCartney Racing Team.
Under verdensmesterskaberne i 2005 i Barcelona valgte Wegelius ikke at køre for at støtte den britiske kaptajn, Roger Hammond, men valgte i stedet af køre for sit italienske hold. Wegelius blev pålagt at betale alle omkostninger ved udtagelsen, og i en officiel meddelelse sagde det britiske cykelforbund, at "det ville være svært at se" Wegelius blive udtaget til landsholdet igen.
Wegelius fik sin Tour de France-debut i 2007, men han havde tidligere kørt Giro d'Italia. Han sluttede prologen som nummer 91., 56 sekunder efter Fabian Cancellara.
Det var også under Tour de France 2007, han fik sine "15 minutter berømmelse" i Danmark i Danmark. Huxi Bach, vært på P3s Tour-program, udtog ham som kaptajn til sit manager-hold, Pedallieros. I programmet hørte man ofte om holdets helt specielle moral og om "Kaptajn Charles"' udfoldelser på de franske landeveje.